# Яцковець Петро Миколайович
Петро́ Миколайович Яцкове́ць (1971—2014) — старшина, Збройні сили України, загинув в ході російсько-української війни

## Короткий життєпис
Народився 1971 року в селі Остапи (Лугинський район, Житомирська область). Створив родину; виховували дітей.
Мобілізований в квітні 2014 року. Командир бойової машини — командир відділення, 30-та окрема механізована бригада.
24 серпня 2014-го загинув під час обстрілу опорних пунктів бригади терористами під Червоною Поляною.
Без Петра залишились мама, дружина, 5 дітей, брат.
Похований у селі Остапи 27 серпня 2014-го.

## Нагороди та вшанування
За особисту мужність і героїзм, виявлені у захисті державного суверенітету та територіальної цілісності України, вірність військовій присязі під час російсько-української війни, відзначений — нагороджений
- 27 червня 2015 року — орденом «За мужність» III ступеня
- Його портрет розміщений на меморіалі «Стіна пам'яті полеглих за Україну» у Києві: секція 3, ряд 8, місце 4
- Вшановується 24 серпня на щоденному ранковому церемоніалі вшанування українських захисників, які загинули цього дня у різні роки внаслідок російської збройної агресії[1]